# Magnetoestratigrafia
Magnetoestratigrafia é uma técnica de correlação geofísica usada para datar sequências sedimentares e vulcânicas. O método funciona coletando amostras em intervalos medidos ao longo da seção que são analisadas para determinar sua magnetização remanescente característica (ChRM), ou seja, a polaridade do campo magnético da Terra no momento em que um estrato foi depositado. Isso é possível porque os fluxos vulcânicos adquirem uma magnetização termoremanente e os sedimentos adquirem uma magnetização remanescente deposicional, ambos refletindo a direção do campo da Terra no momento da formação. Essa técnica é normalmente usada para datar sequências que geralmente não possuem fósseis ou rochas ígneas intercaladas. É particularmente útil na correlação de alta resolução da estratigrafia marinha profunda, onde permitiu a validação da hipótese de Vine-Matthews-Morley relacionada à teoria da tectônica de placas.

## Técnica
Quando as propriedades magnéticas mensuráveis das rochas variam estratigraficamente, elas podem ser a base para tipos diferentes, mas relacionados, de unidades estratigráficas conhecidas coletivamente como unidades magnetoestratigráficas (magnetozonas). A propriedade magnética mais útil no trabalho estratigráfico é a mudança na direção da magnetização remanescente das rochas, causada por inversões na polaridade do campo magnético da Terra. A direção da polaridade magnética remanescente registrada na sequência estratigráfica pode ser usada como base para a subdivisão da sequência em unidades caracterizadas por sua polaridade magnética. Essas unidades são chamadas de "unidades de polaridade magnetoestratigráfica" ou crons.

### Polaridade cron
Um cron de polaridade, ou simplesmente cron, é o intervalo de tempo entre as inversões de polaridade do campo magnético da Terra. É chamado de "subcron de polaridade" quando o intervalo tem menos de 200 mil anos de duração, embora o termo tenha sido redefinido em 2020 para uma duração aproximada entre 10 mil a 100 mil anos e cron de polaridade para uma duração aproximada entre 100 mil anos e 1 milhão de anos. Outros termos usados são megacron para uma duração entre 108 e 109 anos, supercron para uma duração entre 107 e 108 anos e critocron para uma duração menor que 3×104 anos.

#### Nomenclatura de crons
A nomenclatura para a sucessão de intervalos de polaridade, especialmente quando as mudanças são de curta duração ou não universais (o campo magnético da Terra é complexo), é desafiadora, pois cada nova descoberta precisa ser inserida (ou, se não for validada, removida). As duas sequências padronizadas de anomalias magnéticas marinhas são a "sequência C" e a "sequência M" e abrangem desde o Jurássico Médio até hoje. Assim, a principal série de crons de polaridade C se estende para trás a partir do atual C1n, comumente denominado Brunhes, com a transição mais recente em C1r, comumente denominado Matuyama, em 0,773 Ma, que é a reversão de Brunhes–Matuyama. A sequência C (de Cenozóico) termina no Supercron Normal Cretáceo denominado C34n, que na calibração de idade ocorreu em 120.964 Ma e durou até Cron C33r em 83.650 Ma que definiu a era geológica santoniana.  A série M é definida a partir de M0, com rótulo completo M0r, em 121.400 Ma, que é o início do Aptiano até M44n.2r que é anterior a 171.533 Ma no Aaleniano.
As subdivisões nas sequências também têm nomenclatura específica, então C8n.2n é o segundo subcrono de polaridade normal mais antigo, compreendendo o Cron C8n de polaridade normal, e o criptocrono mais jovem, o criptocrono Imperador, é denominado C1n-1. Certos termos na literatura, como M-1r, para descrever uma breve reversão postulada em cerca de 118 Ma são provisórios.

### Procedimentos de amostragem
Amostras paleomagnéticas são coletadas em campo usando uma perfuratriz de núcleo de rocha ou como amostras manuais (pedaços quebrados da face da rocha). Para eliminar a média dos erros de amostragem, um mínimo de três amostras são retiradas de cada local. O espaçamento dos locais de amostragem dentro de uma seção estratigráfica depende da taxa de deposição e da idade da seção. Nas camadas sedimentares, as litologias preferidas são os lamitos, os argilitos e os siltitos de granulação muito fina, porque os grãos magnéticos são mais finos e têm maior probabilidade de se orientar com o campo ambiente durante a deposição.

### Correlação e idades

Polaridade geomagnética no final do Cenozóico
normal polarity (black)

Como a polaridade de um estrato só pode ser normal ou invertida, variações na taxa de acumulação do sedimento podem fazer com que a espessura de uma determinada zona de polaridade varie de uma área para outra. Isso apresenta o problema de como correlacionar zonas de polaridades semelhantes entre diferentes seções estratigráficas. Para evitar confusão, pelo menos uma idade isotópica precisa ser coletada de cada seção. Em sedimentos, isso geralmente é obtido de camadas de cinzas vulcânicas. Caso contrário, é possível vincular uma polaridade a um evento bioestratigráfico que foi correlacionado em outro lugar com idades isotópicas. Com o auxílio da idade ou idades isotópicas independentes, a coluna magnetoestratigráfica local é correlacionada com a Escala Global de Tempo de Polaridade Magnética (GMPTS).

#### Taxas de acumulação de sedimentos
Talvez a aplicação mais poderosa desses dados seja determinar a taxa de acúmulo de sedimentos. Isso é feito estimando a idade de cada reversão (em milhões de anos atrás) em relação ao nível estratigráfico em que a reversão é encontrada (em metros). Isso fornece a taxa em metros por milhão de anos, que geralmente é reescrita em termos de milímetros por ano (que é o mesmo que quilômetros por milhão de anos).
Esses dados também são usados para modelar taxas de subsidência de bacias. Conhecer a profundidade de uma rocha-fonte de hidrocarboneto abaixo dos estratos de preenchimento da bacia permite calcular a idade em que a rocha-fonte passou pela janela de geração e a migração de hidrocarbonetos começou. Como as idades das estruturas de captura transversais geralmente podem ser determinadas a partir de dados magnetoestratigráficos, uma comparação dessas idades ajudará os geólogos de reservatórios a determinar quais são os mais viáveis.

### Magnetoestratigrafia de Siwalik
A sequência fluvial de Siwalik (~6000 m de espessura, ~20 a 0,5 Ma) representa um bom exemplo de aplicação da magnetoestratigrafia na resolução de confusões em registros baseados em fósseis continentais.